# Överkorsningsprövning
Överkorsningsprövning eller crossover-prövning är en behandlingsprövning där varje deltagare får växla mellan de två (eller flera) behandlingar som prövas. Varje deltagare blir alltså "sin egen kontroll". Prövningstypen kan bara användas om de symtom och andra variabler som studeras har tillräcklig varaktighet och inte kan förväntas bli helt eliminerade av någon av de studerade behandlingarna.